# 凱西維爾 (密西西比州)
凱西維爾（英語：Caseyville）是位於美國密西西比州林肯縣的非建制地區。

## 歷史
凱西維爾的郵局於1852年設立，其後於1909年停運。

## 地理
凱西維爾所處的海拔為高於海平面140米（即459英呎），而該地所採用的時區為UTC-6，即北美中部時區（CST）。同時該地設有夏令時間，為UTC-6調快一小時，即UTC-5（CDT）。